# Anna Magdalena Francke

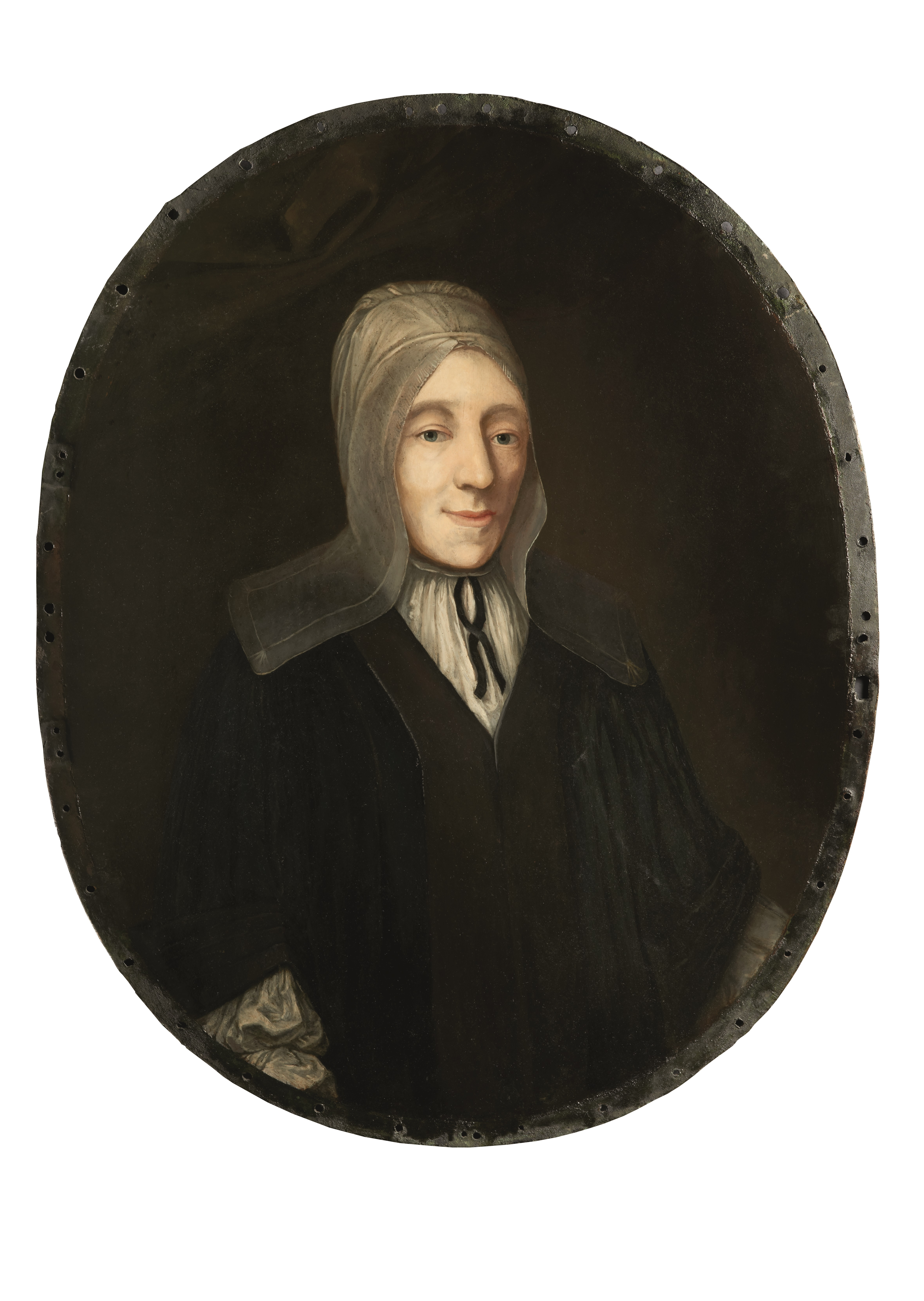
Anna Magdalena Francke

Anna Magdalena Francke, geb. von Wurmb, auch: von Wurm (* 19. November 1670 in Hopperode; † 19. März 1734 in Halle (Saale)) war Pietistin und Ehefrau von August Hermann Francke, dem Gründer der bis heute bestehenden Franckeschen Stiftungen in Halle an der Saale.

## Leben
Anna Magdalena Francke war das älteste Kind von Otto Heinrich von Wurmb (* 27. April 1631; † 20. Dezember 1676), Erbherr auf Hopperode und Besitzer des Ritterguts Kleinfurra, und Sidonia von Bila (* 13. September 1641; † 1693). Nach dem Tod ihres Vaters, sie war zu diesem Zeitpunkt sechs Jahre alt, lebte sie mit ihrer Mutter und den jüngeren Geschwistern auf dem Familiensitz und wurde durch einen Hauslehrer unterrichtet.
Magdalena war durch persönliche und briefliche Kontakte Teil eines pietistischen Netzwerkes. Im Alter von 22 Jahren kam sie 1692 in Briefkontakt mit dem damals in Erfurt lebenden 30-jährigen August Hermann Francke, damals Pfarrer der St. Georgenkirche in Glauchau und Professor für griechische und orientalische Sprachen an der in Gründung befindlichen Universität Halle. Auf Franckes Rat hin übersiedelte sie nach dem Tod ihrer Mutter (1693) in das Haus des Stiftshauptmanns Adrian Adam von Stammer nach Quedlinburg. Bei Gottfried Arnold (1666–1714), dem Hauslehrer der Stammers, nahm sie Griechischunterricht, um das Neue Testament in seiner Urfassung lesen zu können. Gegen den Willen der adligen Verwandtschaft gelang es ihr mit Unterstützung von Francke, in die pietistische Gemeinschaft aufgenommen zu werden.

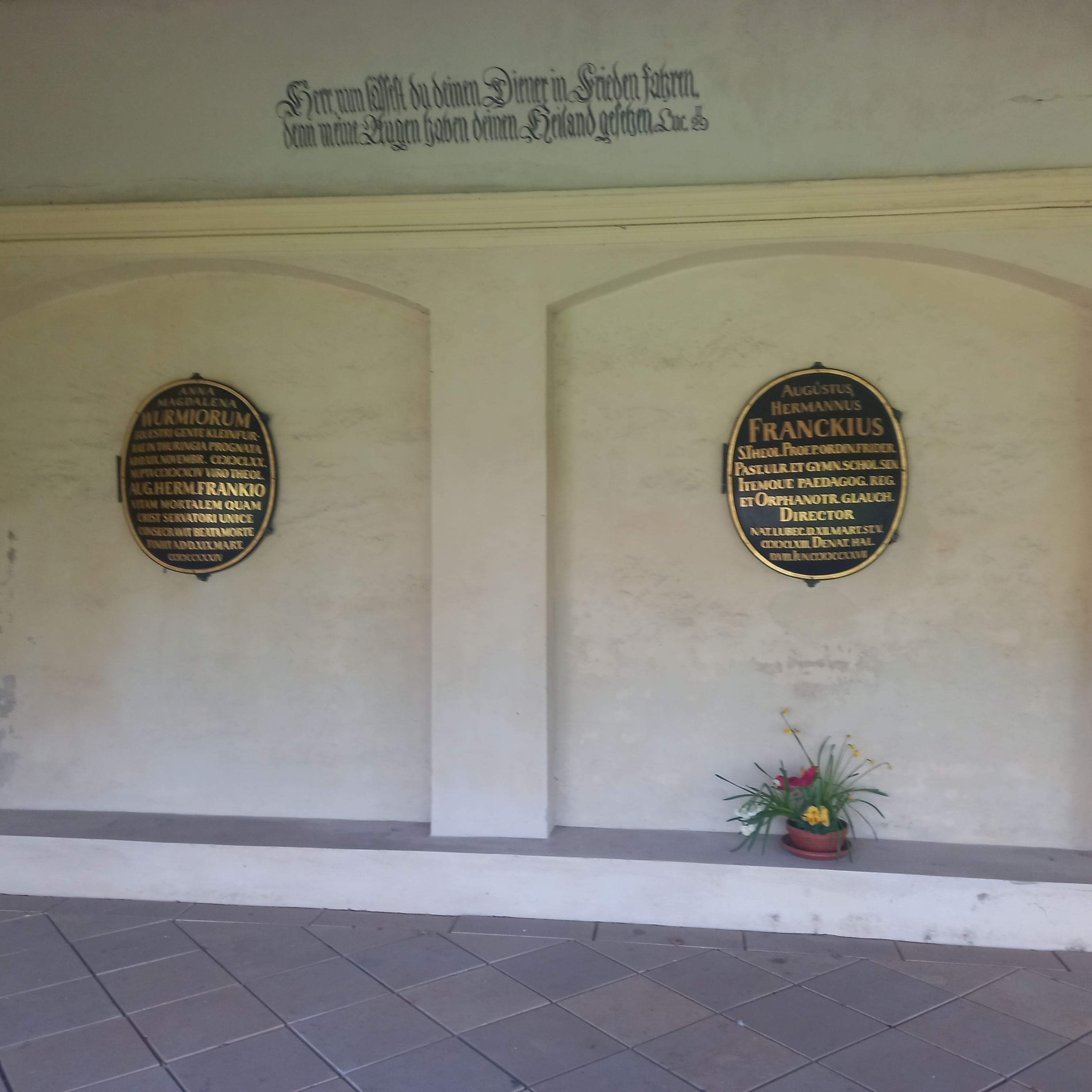
Familiengruft Francke auf dem Stadtgottesacker in Halle

Nach zweijähriger Korrespondenz lernte sie im März 1694 August Hermann Francke persönlich kennen, am 10. Mai 1694 gab sie ihm schriftlich das Jawort zur Verlobung. Die Hochzeit fand am 4. Juni 1694 in der Schlosskapelle in Rammelburg statt. Der Freund Franckes, Hofdiakonus Johann Heinrich Sprögel, traute sie. Die drei Brüder der Braut (Johann Georg, Sigmund Heinrich und Ludwig Ernst von Wurmb) waren gegen die Heirat, die für sie eine Mesalliance darstellte. Später waren sie dem Franckeschen Hause herzlich zugetan.
Aus der 33-jährigen Ehe gingen drei Kinder hervor: August Gottlieb Francke (*/† 1695), der spätere Theologe Gotthilf August Francke (1696–1769) und Johanna Sophia Anastasia Francke (1697–1771). August Hermann Francke befürwortete 1715 die Heirat der 17-jährigen Tochter mit dem 27 Jahre älteren Johann Anastasius Freylinghausen. Anna Magdalena Francke war gegen diese Heirat und nahm nicht an der Trauung teil. Die Unstimmigkeiten führten zu einer kurzzeitigen Trennung von ihrem Mann, der als Pfarrer der Ulrichskirche in Halle in das dortige Pfarrhaus eingezogen war. Sie blieb zunächst im Haus an den Stiftungen wohnen. Nachdem sich die Wogen geglättet hatten, nahmen beide Familien gemeinsam an einem Abendmahl teil und Ende 1715 zog Anna Magdalena Francke zu ihrem Mann in das Pfarrhaus.
Francke starb am 19. März 1734 in Halle (Saale) im Alter von 63 Jahren. Ihre letzte Ruhestätte befindet sich im Gruftbogen 81 der Franckeschen Familiengruft auf dem Stadtgottesacker in Halle an der Saale.

## Lebenswerk
Anna Magdalena Francke war eine Frau in der pietistischen Gemeinschaft des Quedlinburger Pietismus und des Hallischen Pietismus. Sie war als Anhängerin von Johann Georg Gichtel (1638–1710) ebenso radikal wie ihr Ehemann, entwickelte jedoch ein eigenständiges Interesse am Glauben und ging ihre eigenen religiösen Wege, was im Verhältnis zu ihrem Mann durchaus zu Konflikten führte.
Von Anna Magdalena Francke sind Briefwechsel nicht nur mit ihrem späteren Ehemann überliefert, sondern auch mit verschiedenen anderen Korrespondentinnen. Anna Magdalena Francke und Sophia Maria von Stammer, geb. von Selmnitz nahmen in ihren Briefen das pietistische Programm schreibend beim Wort, als Frömmigkeitszeugnis und als Ausdruck der ‚Selbst-Autorisierung‘.
Francke unterstützte und verteidigte ihren Mann bei seinem religiösen Wirken sowie dem Aufbau der Franckeschen Stiftungen. Für die Buchhandlung des Waisenhauses gewährte sie ein aus ihrem stammendes Darlehen. In seinen letzten Krankheitsjahren pflegte sie ihren Mann.